# (100499) 1996 XP
(100499) 1996 XP es un asteroide perteneciente al cinturón de asteroides, descubierto el 1 de diciembre de 1996 por Naoto Sato desde el Observatorio de Chichibu, Saitama, Japón.

## Designación y nombre
Designado provisionalmente como 1996 XP.

## Características orbitales
1996 XP está situado a una distancia media del Sol de 2,366 ua, pudiendo alejarse hasta 2,825 ua y acercarse hasta 1,907 ua. Su excentricidad es 0,194 y la inclinación orbital 2,447 grados. Emplea 1329 días en completar una órbita alrededor del Sol.

## Características físicas
La magnitud absoluta de 1996 XP es 16,5.